# سان جوس
سان جوس (بالفرنسية: Saint-Josse)‏ هي بلدية تقع في إقليم باد كاليه من منطقة نور با دو كاليه في شمال فرنسا. تبلغ مساحة هذه المدينة 21.1 (كم²)، وترتفع عن سطح البحر 8 م، يبلغ عدد سكانها 1203 نسمة حسب إحصاء المعهد الوطني للإحصاء والدراسات الاقتصادية سنة 2009 م. وترأس Juliette Flament البلدية خلال فترة (2001-2008).